# Petrell de les Hawaii
El petrell de les Hawaii (Pterodroma sandwichensis) és un ocell marí de la família dels procel·làrids (Procellariidae), d'hàbits pelàgics que habita el Pacífic central i cria a les illes Hawaii.